# Xã Shirland, Quận Winnebago, Illinois
Xã Shirland (tiếng Anh: Shirland Township) là một xã thuộc quận Winnebago, tiểu bang Illinois, Hoa Kỳ. Năm 2010, dân số của xã này là 988 người.